# Global Cebu Football Club
Maillots
Le Global Cebu Football Club est un club de football philippin basé à Cebu dans la région de Visayas centrales. Le club, présidé par Dan Palami, évolue pour la saison 2017 en Philippines Football League.

## Historique

### Repères historiques
- 2000 : fondation du club sous le nom du Global FC
- 2012 : premier titre de champion des Philippines
- 2013 : première participation à la Coupe du président de l'AFC
- 2017 : le club est renommé Global Cebu FC

## Palmarès
- Championnat des Philippines (3)
  - Champion : 2012, 2014 et 2016
  - Vice-champion : 2011
- Coupe des Philippines (2)
  - Vainqueur : 2010 et 2016
  - Finaliste : 2012
- Championnat des Philippines de D2 (1)
  - Champion : 2010

## Personnalités du club

### Entraîneurs
Le tableau suivant présente la liste des entraîneurs du club depuis 2001.
| Rang | Nom                  | Période   |
| ---- | -------------------- | --------- |
| 1    | Franklin Muescan     | 2001-2011 |
| 2    | Graeme Mackinnon     | 2011-2012 |
| 3    | Edwin Cabalida       | 2012      |
| 4    | Dan Palami (intérim) | 2013      |
| 5    | Brian Reid           | 2013-2014 |

| Rang | Nom                | Période     |
| ---- | ------------------ | ----------- |
| 6    | Leigh Manson       | 2014-2016   |
| 7    | John Burridge      | 2016        |
| 8    | Kenichi Yatsuhashi | 2016        |
| 9    | Toshiaki Imai      | depuis 2017 |

### Effectif professionnel actuel[Quand?]
| N° | Nat.                    | Poste | Nom du joueur     |
| -- | ----------------------- | ----- | ----------------- |
| 1  | Drapeau des Philippines | G     | Patrick Deyto     |
| 2  | Drapeau des Philippines | M     | Ronnie Aguisanda  |
| 3  | Drapeau des Philippines | M     | Matthew Hartmann  |
| 4  | Drapeau des Philippines | D     | Reynald Villareal |
| 6  | Drapeau des Philippines | M     | Fritz Brigoli     |
| 7  | Drapeau des Philippines | M     | Paul Mulders      |
| 8  | Drapeau des Philippines | M     | Dennis Villanueva |
| 9  | Drapeau des Philippines | M     | Misagh Bahadoran  |
| 10 | Drapeau de la Guinée    | A     | Sekou Sylla       |
| 11 | Drapeau des Philippines | M     | Paolo Bugas       |
| 12 | Drapeau des Philippines | D     | Amani Aguinaldo   |
| 13 | Drapeau des Philippines | D     | Jerry Barbaso     |
| 14 | Drapeau des Philippines | A     | Hikaru Minegishi  |
| 15 | Drapeau de Curaçao      | M     | Kemy Agustien     |
| 16 | Drapeau des Philippines | D     | John Melgo        |

| No. | Nat.                         | Position | Nom du joueur       |
| --- | ---------------------------- | -------- | ------------------- |
| 17  | Drapeau des Philippines      | M        | OJ Clarino          |
| 18  | Drapeau du Japon             | M        | Yu Hoshide          |
| 19  | Drapeau des Philippines      | M        | Paolo Salenga       |
| 20  | Drapeau des Philippines      |          | Vincent Paurom      |
| 21  | Drapeau des Philippines      | G        | Rowell Bayan        |
| 22  | Drapeau des Philippines      | G        | Florencio Badelic   |
| 23  | Drapeau des Philippines      | G        | Nick O'Donnell      |
| 24  | Drapeau des Philippines      | G        | Carlos Roleda       |
| 25  | Drapeau du Japon             | M        | Shu Sasaki          |
| 26  | Drapeau des Philippines      |          | Paulo Sandejas      |
| 27  | Drapeau des Philippines      | D        | Marco Casambre      |
| 29  | Drapeau des Philippines      | D        | Lanz Jason Silverio |
| 30  | Drapeau du Brésil            | D        | Wesley Santos       |
| —   | Drapeau de Trinité-et-Tobago | A        | Darryl Roberts      |

## Image et identité

### Logos

2000-2011
2011-2012
2012-2017
depuis 2017